# Ананьевка (Алтайский край)
Ананьевка — село в Кулундинском районе Алтайском крае, административный центр Ананьевского сельсовета.
Основано в 1912 году
Население — 633 (2013)

## История
Основано в 1912 году выходцами из Причерноморья. Первыми переселенцами были братья Андрей и Яков Изааки и их сестра с мужем. Всех трех жен переселенцев звали Аннами, поэтому деревню назвали Ананьевкой. В течение короткого времени в Ананьевку прибыли переселенцы-меннониты из Крыма и Оренбурга. До 1917 года меннонитско-баптистское село в составе Златополинской волости Барнаульского уезда Томской губернии. В 1913 году на общинные деньги началось строительство школы и молитвенного дома, в 1914 году стройка каменного здания завершилась. В 1914 году образована самостоятельная община братских меннонитов в Ананьевке, которая объединяла поселения Златополинской волости: Марковку, Ананьевку, Григорьевку, Екатериновку. Во время Первой мировой войны некоторые мужчины были мобилизованы в армию.
В советский период — в составе Славгородского уезда Алтайской губернии (с 1917); Славгородского уезда Омской губернии (с 1920); Ключевского района Омской губернии (с 1924); Новокиевского (с 1935); впоследствии Кулундинского (с 1938) района Алтайского края
В 1920 г. избран сельсовет. По состоянию на 1926 год в селе имелся маслозавод, кооперативная лавка, семеноводческое и племенное товарищества. В 1929 году часть жителей эмигрировала в Канаду, некоторым удалось доехать лишь до Москвы. Границу закрыли и людям пришлось вернуться. В 1931 году создан колхоз.
В годы Великой Отечественной войны взрослое население было мобилизовано в трудармию. 19 трудармейцев не вернулись в село, погибли от голода, болезней.
В 1945 году построено здание школы на 30 человек. В 1950 году колхозы «Динамо» (село Ананьевка), имени Павлова (село Григорьевка), имени Тельмана (село Марковка), имени Шмидта (село Екатериновка) были объединены в один колхоз имени Г. Маленкова с центром в Ананьевке. Весной 1952 году в Ананьевку были переселены жители Марковки, в 1953 года — жители Гришаевки. С 1957 года — колхоз имени Карла Маркса, с 1962 года — колхоз «Алтай». В мае 1971 года на базе колхозов «Алтай» и им. 22 съезда КПСС (село Семёновка) организован совхоз «Семёновский» (центр в село Семёновка). Ананьевка стала отделением совхоза.
В 1960 году в селе имелись 7-летняя школа, фельдшерский пункт, сельская библиотека. В последующие годы построен Дом культуры на 400 мест, магазин, мельница, баня, телятник, птичник, два зерносклада, водонапорная башня. В 1985 году на базе Ананьевского и Екатерининского отделений совхоза «Семёновский» был организован совхоз «Ананьевский». В начале 1990-х годов хозяйство пришло в упадок. В 1993 году вместо совхоза было зарегистрировано АОЗТ «Ананьевское». В 1998 г. предприятие перерегистрировалось как ЗАО «Ананьевское», позже на его базе образовано ООО «Риск».
Тяжелое экономическое положение стало основной причиной эмиграции в Германию. В 1991—1996 годах 117 семей (417 человек) выехали в Германию. На их место прибыли переселенцы из Казахстана, Кыргызстана. На 10 января 2012 года в селе насчитывалось 646 жителей и 185 домохозяев.

## Физико-географическая характеристика
Село расположено в пределах Кулундинской равнины, относящейся к Западно-Сибирской равнине, в 2,6 км к западу от озера Беленькое, на высоте 121 метр над уровнем моря. Рельеф местности равнинный. Село окружено полями. В 10 км к северо-западу озеро Жира. Распространены тёмно-каштановые почвы.
По автомобильным дорогам расстояние до районного центра села Кулунда — 56 км, до краевого центра города Барнаула — 390 км.
Климат
Климат умеренный континентальный (согласно классификации климатов Кёппена-Гейгера — тип Dfb). Среднегодовая температура положительная и составляет +2,3° С, средняя температура самого холодного месяца января − 16,7 °C, самого жаркого месяца июля + 20,8° С. Многолетняя норма осадков — 299 мм, наибольшее количество осадков выпадает в июле — 51 мм, наименьшее в феврале и марте — по 13 мм
Часовой пояс
Ананьевка, как и весь Алтайский край, находится в часовой зоне МСК+4. Смещение применяемого времени относительно UTC составляет +7:00.

## Население
| 1926 | 1988 | 1997 | 1998 | 1999 | 2000 | 2001 |
| ---- | ---- | ---- | ---- | ---- | ---- | ---- |
| 164  | ↗857 | ↘776 | ↘745 | ↘721 | ↗776 | ↘726 |
| 2002 | 2003 | 2004 | 2005 | 2006 | 2007 | 2008 |
| ↗739 | ↗769 | ↘732 | ↗738 | ↗750 | ↘710 | ↘701 |
| 2009 | 2010 | 2011 | 2012 | 2013 |      |      |
| ↘642 | ↘641 | ↗643 | ↘635 | ↘633 |      |      |

## Социальная инфраструктура
В настоящее время в селе действуют Дом культуры, библиотека, средняя школа, центр немецкой культуры «Журавушка», детский сад «Огонек», отделение почты, несколько магазинов